# Kohir Rasulzoda
Kohir Rasulzoda (tadż. Қоҳир Расулзода; ur. 8 marca 1961 w Gafurowie) – tadżycki polityk, premier Tadżykistanu od 23 listopada 2013.
Jest członkiem Ludowo-Demokratycznej Partii Tadżykistanu. Przed objęciem funkcji szefa rządu był gubernatorem wilajetu sogdyjskiego (2007-2013). Został powołany na stanowisko premiera po tym, jak prezydent Emomali Rahmon odwołał sprawującego ten urząd od 14 lat Okila Okilowa.